# مجلس بيت الشيخلي

صورة لمدينة بغداد وتظهر فيها الحضرة القادرية قرب محلة باب الشيخ 1924-1925

عرف هذا البيت بمجلسه الواقع في محلة الحيدرخانة البغدادية العريقة والقديمة الواقعة في شارع الرشيد في جانب الرصافة من بغداد، حيث كان ينعقد المجلس يوم الثلاثاء من كل أسبوع منذ الربع الأخير للقرن التاسع عشر الميلادي فيتردد عليهِ وجوه مختلفة من علية القوم من ذوي العلم والفضل والأدب والتجارة والوجاهة والشعر والسياسة والزعامة والإدارة فيتجاذبون أطراف الأحداث العامة والخاصة، وما يدور في بغداد آنذاك من حوادث الساعة، وما يطرح على بساط البحث من عويص المشاكل ودقائق الأمور.
عرف هذا المجلس بأهله السيد محمد أمين الشيخلي والسيد عبد الحميد الشيخلي الذي توفى في طاعون بغداد سنة 1322هـ /1904م، والسيد محمد سعيد جلبي الشيخلي والسيد محمد نجيب جلبي الشيخلي الذي توفى سنة 1329 هـ/1911م، والذي بوفاته أغلق المجلس. ولقب الشيخلي نسبة إلى محلة باب الشيخ قرب مرقد الشيخ عبد القادر الجيلاني.
كان المجلس ينعقد كل اسبوع فتتردد عليهِ مجموعة من العلماء والأدباء من ذوي العلم والتجارة والوجاهة والسياسة فيتجاذبون أطراف الحديث وما يطرح وما يدور في بغداد من حوادث الساعة وكان من رواد هذا المجلس الشيخ محمود شكري الآلوسي والشيخ علي علاء الدين الآلوسي والشيخ عبد الوهاب النائب والشيخ عبد السلام مدرس الحضرة القادرية والشيخ سعيد أفندي المدرس في مدرسة كلية الإمام الاعظم.
وأصل أهل هذا البيت من سكنة محلة باب الشيخ الواقعة عند مرقد الشيخ عبد القادر الجيلاني حيث انتقلوا إلى محلة الحيدرخانة مقابل جامع الحيدرخانة في شارع الرشيد ببغداد في أواخر القرن الثاني عشر الهجري.